# Вавровиці (Вармінсько-Мазурське воєводство)
Вавровиці (пол. Wawrowice, нім. Waweriwtz) — село в Польщі, у гміні Кужентник Новомейського повіту Вармінсько-Мазурського воєводства.
Населення — 290 осіб (2011).

## Демографія
Демографічна структура станом на 31 березня 2011 року:
|          | Загалом | Допрацездатний вік | Працездатний вік | Постпрацездатний вік |
| -------- | ------- | ------------------ | ---------------- | -------------------- |
| Чоловіки | 152     | 36                 | 105              | 11                   |
| Жінки    | 138     | 35                 | 77               | 26                   |
| Разом    | 290     | 71                 | 182              | 37                   |